# Georg Wadenius

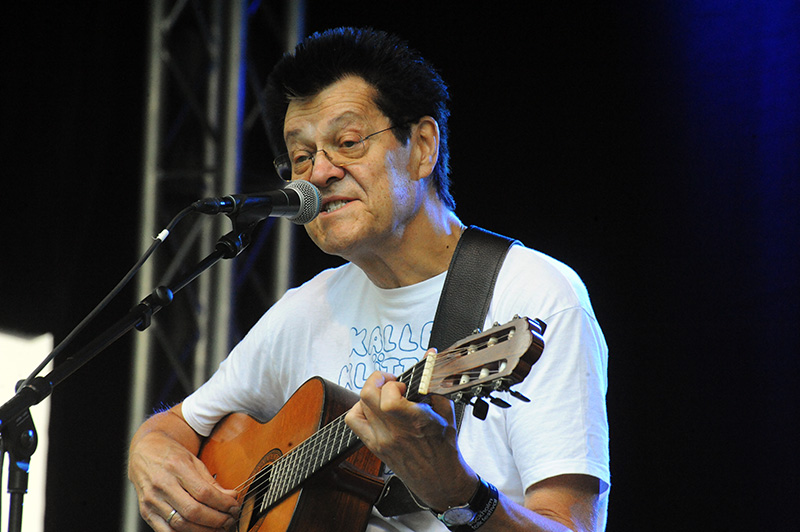
Georg(e) „Jojje“ Wadenius (2014)

Georg(e) „Jojje“ Wadenius (* 4. Mai 1945 in Stockholm) ist ein schwedischer Fusionmusiker (Gitarre, E-Bass, Gesang) und Musikproduzent, der international vor allem als Mitglied von Blood, Sweat & Tears bekannt wurde. Das Solospiel auf der Gitarre verbindet er „mit unwirklich klingenden Vokalisen.“

## Leben und Wirken
Wadenius, der Adolf Fredriks Musikschule in Stockholm besuchte, war als Studiomusiker an einigen Popmusikaufnahmen beteiligt. Von 1966 bis 1972 gehörte er zu der schwedischen Band Made in Sweden, ab 1971 auch zu Solar Plexus. Im Bereich des Jazz arbeitete er zunächst als Bassist bei Åke Persson, Rune Gustafsson, Björn J:son Lindh und als Gitarrist bei Monica Zetterlund. 1972 zog er in die Vereinigten Staaten von Amerika, wo er mit Joe Henderson spielte und dann bis 1975 als  Gitarrist Mitglied von Blood, Sweat & Tears war.
Von 1979 bis 1985 war er Mitglied der Band der Fernsehshow Saturday Night Live, nahm aber auch mit Roberta Flack, Dionne Warwick und Luther Vandross auf. Im Anschluss arbeitete er mit Steely Dan (Alive in America, 1993–94), Aretha Franklin, Diana Ross, Dr. John, David Sanborn, James Brown, Marianne Faithfull, Kent, Paul Simon, Dionne Warwick, Roberta Flack, Donald Fagen und Michael Franks. Auch hat er Alben mit Paquito D’Rivera, Jeremy Steig, Ronnie Cuber, Howard Johnson, George Benson,  Viktoria Tolstoy und dem UMO Jazz Orchestra aufgenommen.
Als Produzent arbeitete er mit Anne Sofie von Otter und Inger Marie Gundersen.

## Preise und Auszeichnungen
1970 erhielt er einen schwedischen „Grammis“ mit Made in Sweden; auch seine Platten mit Kinderliedern wurden mit einem „Grammis“ ausgezeichnet.

## Diskographische Hinweise
- Georg Wadenius (1987)
- Georg Wadenius & Doug Katsarous Left Turn from the Right Lane (1999)
- Reconnection (2010)
- George Wadenius & Trio X Psalmer (2014)
- Livet är mer än bara musik (2025)

mit Blood, Sweat & Tears
- New Blood (1972)
- No Sweat (1973)
- Mirror Image (1974)
- New City (1975)